# Палермо (Нью-Йорк)
Палермо (англ. Palermo) — місто (англ. town) в США, в окрузі Освіго штату Нью-Йорк. Населення — 3470 осіб (2020).

## Демографія
Згідно з переписом 2010 року, у місті мешкали 3664 особи в 1343 домогосподарствах у складі 989 родин. Було 1425 помешкань
Расовий склад населення:
| - 97,2 % — білих - 0,3 % — корінних американців - 0,3 % — чорних або афроамериканців - 0,3 % — азіатів |

До двох чи більше рас належало 1,4 %. Частка іспаномовних становила 1,6 % від усіх жителів.
За віковим діапазоном населення розподілялося таким чином: 25,7 % — особи молодші 18 років, 64,2 % — особи у віці 18—64 років, 10,1 % — особи у віці 65 років та старші. Медіана віку мешканця становила 39,4 року. На 100 осіб жіночої статі у місті припадало 101,5 чоловіків;  на 100 жінок у віці від 18 років та старших — 102,9 чоловіків також старших 18 років.
Середній дохід на одне домашнє господарство  становив 61 590 доларів США (медіана — 50 587), а середній дохід на одну сім'ю — 67 545 доларів (медіана — 53 672). Медіана доходів становила 45 938 доларів для чоловіків та 36 750 доларів для жінок. За межею бідності перебувало 13,7 % осіб, у тому числі 14,0 % дітей у віці до 18 років та 14,7 % осіб у віці 65 років та старших.
Цивільне працевлаштоване населення становило 1654 особи. Основні галузі зайнятості: освіта, охорона здоров'я та соціальна допомога — 23,8 %, виробництво — 17,1 %, роздрібна торгівля — 11,8 %, мистецтво, розваги та відпочинок — 8,5 %.